# Семь раз женщина
«Семь раз женщина» (итал. Sette volte donna, англ. Woman Times Seven) — совместная французско-итальянско-американская комедия режиссёра Витторио Де Сика, состоящая из семи новелл, в каждой из которой Ширли Маклейн играет роль разных женщин. Премьера фильма состоялась 27 июня 1967 года.

## Сюжет
Картина состоит из семи новелл.

### Похоронная процессия
Возглавляя похоронную процессию вслед за катафалком, везущим останки её мужа, Полетт принимает предложение от их семейного врача Жана. Увлекшись построением планов на будущее, парочка отрывается от похоронной процессии..

#### В ролях
- Ширли Маклейн — Полетт
- Элспет Марч — Аннетт
- Питер Селлерс — Жан
- Витторио Де Сика — камео

### Ночь любви
Застав своего мужа Джорджио в постели со своей лучшей подругой Нинетт, потрясённая Мария Тереза клянётся в отместку переспать с первым попавшимся мужчиной. В Булонском лесу она знакомится с группой проституток, которые стараются ей помочь достичь намеченной цели.

#### В ролях
- Ширли Маклейн — Мария Тереза
- Россано Брацци — Джорджио
- Лоранс Бадье — проститутка
- Жюдит Магр
- Катрин Сами — Жаннин
- Дзани Кампан
- Робер Дюрантон — Диди, сутенёр

### Двое против одной
Шотландец МакКормик и итальянец Ченчи, участники международного конгресса по кибернетике, приглашены в квартиру к переводчице Линде, которая читает Томаса Элиота полностью обнажённая.

#### В ролях
- Ширли МакЛэйн — Линда
- Клинтон Грейн — МакКормик (нет в титрах)
- Витторио Гассман — Ченчи (нет в титрах)

### Супер-Симона
Устав от недостатка внимания со стороны своего мужа Рика — автора бестселлеров, который интересуется лишь своими вымышленными женскими персонажами, Эдит пытается воплотить образы последних в реальность. Потрясённый Рик приглашает на обед психиатра доктора Ксавье, чтобы тот проверил душевное состояние Эдит.

#### В ролях
- Ширли МакЛэйн — Эдит
- Лекс Баркер — Рик
- Эльза Мартинелли — красотка
- Роберт Морли — доктор Ксавье, психиатр
- Джесси Робинс — Марианна, служанка Эдит

### В опере
Жена миллионера Ева шокирована, увидев в модном журнале фотографию некой мадам Лизьер в точно таком же платье, что изготавливает для неё эксклюзивно к открытию Оперного Театра лучший модельер Парижа. В телефонном разговоре мадам Лизьер отказывается внести изменения в своё платье чтобы они не оказались одинаково одеты на одной премьере. Ева напрягает мужа, и тот отдаёт ей в распоряжение лучших специалистов возглавляемой им корпорации. Специалист отдела технических разработок мужа предлагает заложить бомбочку в машину конкурентки.

#### В ролях
- Ширли МакЛэйн — Ева
- Патрик Уаймарк — Анри
- Майкл Бреннан
- Эдриэнн Корри — мадам Лизьер
- Жак Сирон — Фэваль (нет в титрах)
- Роже Люмон — Носсеро (нет в титрах)
- Александр де Пари — камео[1]

### Самоубийства
Двое любовников решают совершить самоубийство в маленьком номере на пятом этаже дешёвой гостиницы. Оба женаты, но не друг на друге. Фред отказывается принимать таблетки для отравления, не хочет испортить смокинг падением из окна и не доверяет Мари пистолет первого мужа своей престарелой жены, полагая, что, она не сумеет застрелить его сразу насмерть.

#### В ролях
- Ширли МакЛэйн — Мари
- Алан Аркин — Фред

### Снег
Две подруги, Джин и Клоди, гуляют погожим зимним деньком. Они замечают симпатичного незнакомца, который увлечённо следует за ними. Подруги строят приятные предположения об интересе незнакомца. Клоди предлагает покинуть кафе и разделиться, чтобы узнать, кто же из них приглянулась этому мужчине. В Париже начинается снег, и Джин замечает, что незнакомец следует именно за ней. Тот оказывается частным детективом, нанятым её мужем Виктором, и Джин встречает вечер в объятиях воспылавшего новыми чувствами мужа, глядя на падающий за окном снег и удаляющегося симпатичного незнакомца.

#### В ролях
- Ширли МакЛэйн — Джин
- Анита Экберг — Клоди
- Майкл Кейн — симпатичный незнакомец
- Филипп Нуаре — Виктор
- Жорж Аде — старик-сосед (нет в титрах)
- Жак Легра — торговец электроинструментом (нет в титрах)

## Съёмочная группа
- Режиссёр-постановщик: Витторио Де Сика
- Сценаристы: Питер Болдуин, Чезаре Дзаваттини
- Оператор: Кристиан Матра
- Продюсеры: Джозеф Левин, Артур Кон
- Художник-постановщик: Бернард Эвайн
- Композитор: Риц Ортолани
- Художник по костюмам: Марсель Эскофье
- Звукорежиссёр: Пьер-Луи Кальвэ
- Монтажёры: Тедди Дарваш, Виктория Меркантон
- Гримёры: Жорж Бобан, Альберто де Росси

## Номинации
1968 — Номинация на «Золотой глобус» за лучшую женскую роль — комедия или мюзикл — Ширли МакЛэйн